# Riu Esperqueu
L'Esperqueu (en grec: Σπερχειός, Sperkhiós) és un riu de Grècia situat a la unitat perifèrica de la Ftiòtida, que neix a les muntanyes de Timfrestos i desaigua al golf Malíac, passada la ciutat de Làmia.
A l'antiguitat, la vall de l'Esperqueu separava Tessàlia d'Etòlia i la Lòcrida, i al llarg del seu curs hi vivien els dríops i els enians. Segons la mitologia, Esperqueu era una divinitat fluvial, fill d'Ocèan i Tetis, i considerat pare de Dríops, epònim del poble dels dríops. Homer diu que Polidora, filla de Peleu, va tenir un fill amb Esperqueu, que va ser Menesti, un dels lloctinents d'Aquil·les a la Guerra de Troia.
Els rius Diras, Melas i Asop, que antigament desembocaven a la mar, actualment són afluents de l'Esperqueu, després que, amb els segles, els sediments hagin convertit part del golf en una plana. Durant l'edat mitjana, el riu fou anomenat Alamana, i el 22 d'abril de 1821 hi va tenir lloc la batalla d'Alamana, on va morir el general grec Athanasios Diakos. Després de la independència, es produí un procés d'hel·lenització toponímica i es recuperà el nom antic.